# 梅川站
梅川站（：／ Maecheon yeok */?）是大邱地鐵3號線沿線的一座高架車站，位於韓國大邱廣域市北區梅川洞。

## 車站結構
站體為2面2線側式月台的高架車站，候車月台設有半高式月台門，僅有1處出口。

### 月台配置
| 太田 ↑     |
| \| 上      |
| ↓ 梅川市場 |

| 月台 | 路線               | 目的地                           |
| ---- | ------------------ | -------------------------------- |
| 上行 | ●大邱都市鐵道3號線 | 太田、漆谷雲岩、漆谷慶大醫院方向 |
| 下行 | ●大邱都市鐵道3號線 | 梅川市場、西門市場、龍池方向     |

## 歷史
- 2015年4月23日：開通啟用。

## 車站周邊
- 大邱太田郵局
- 大邱梅川初等學校
- 梅川中學
- 梅川高校
- 大邱醫院
- 梅川近鄰公園
- Metro City

## 圖片

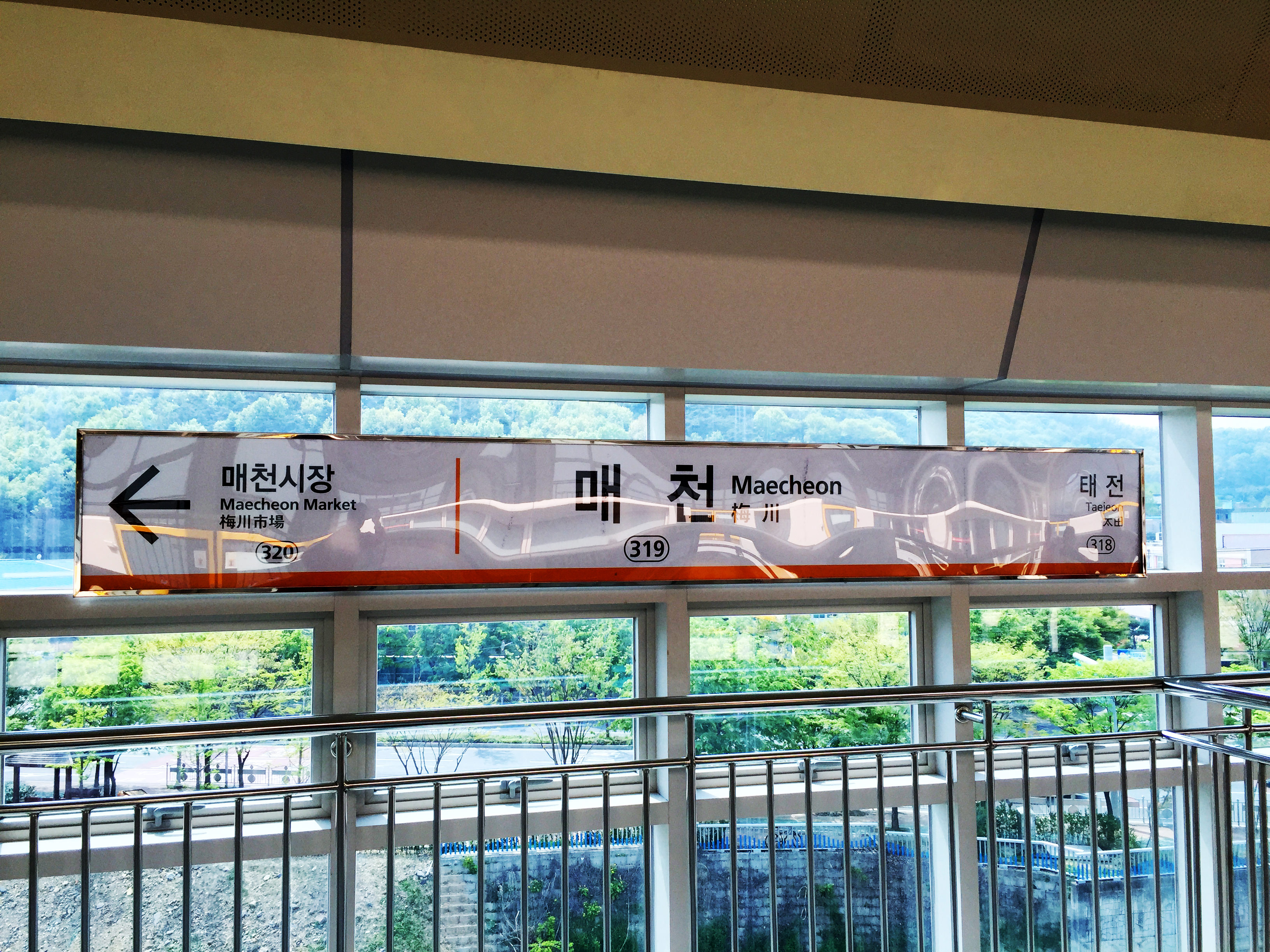
站名牌
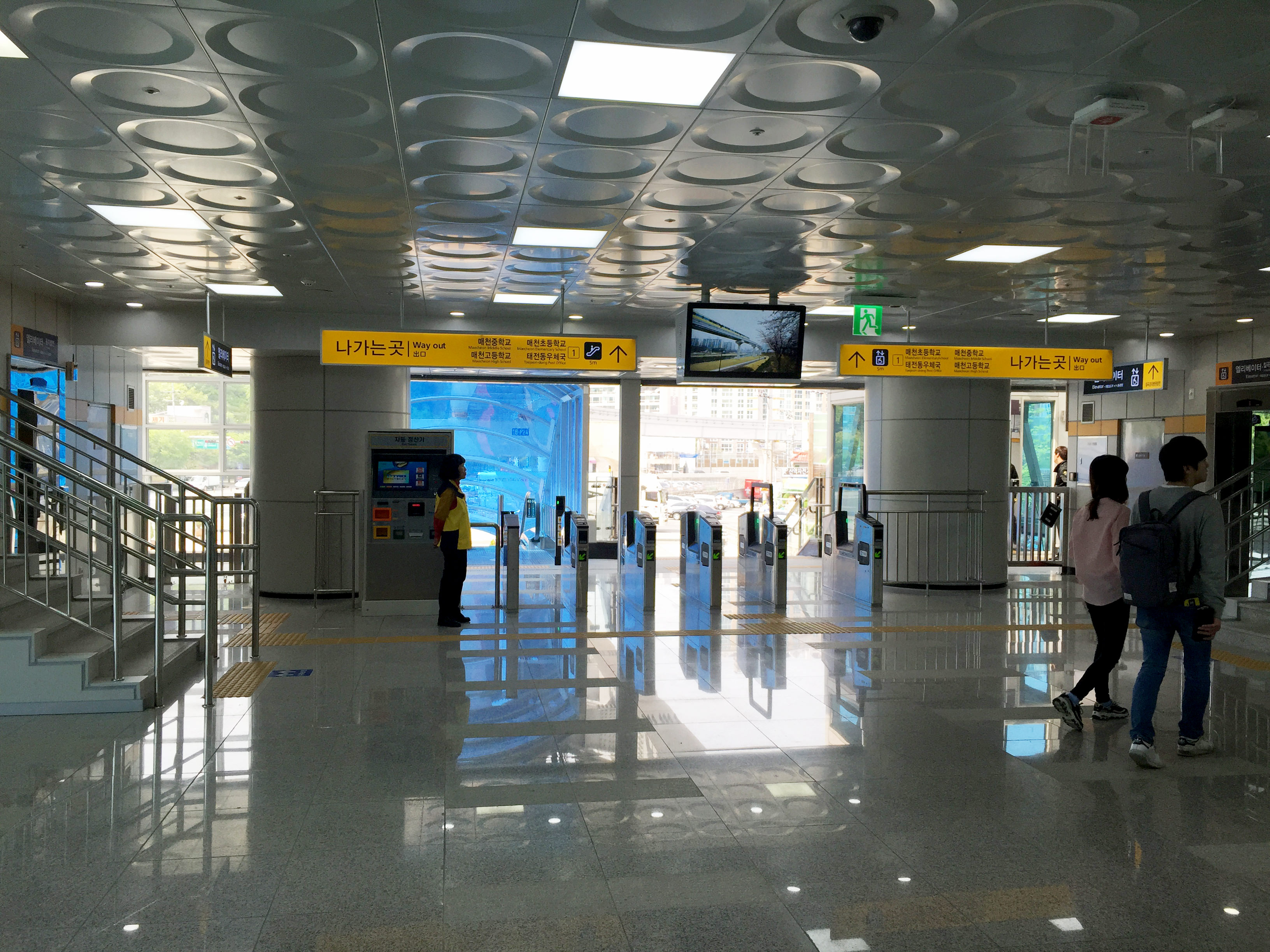
車站大廳
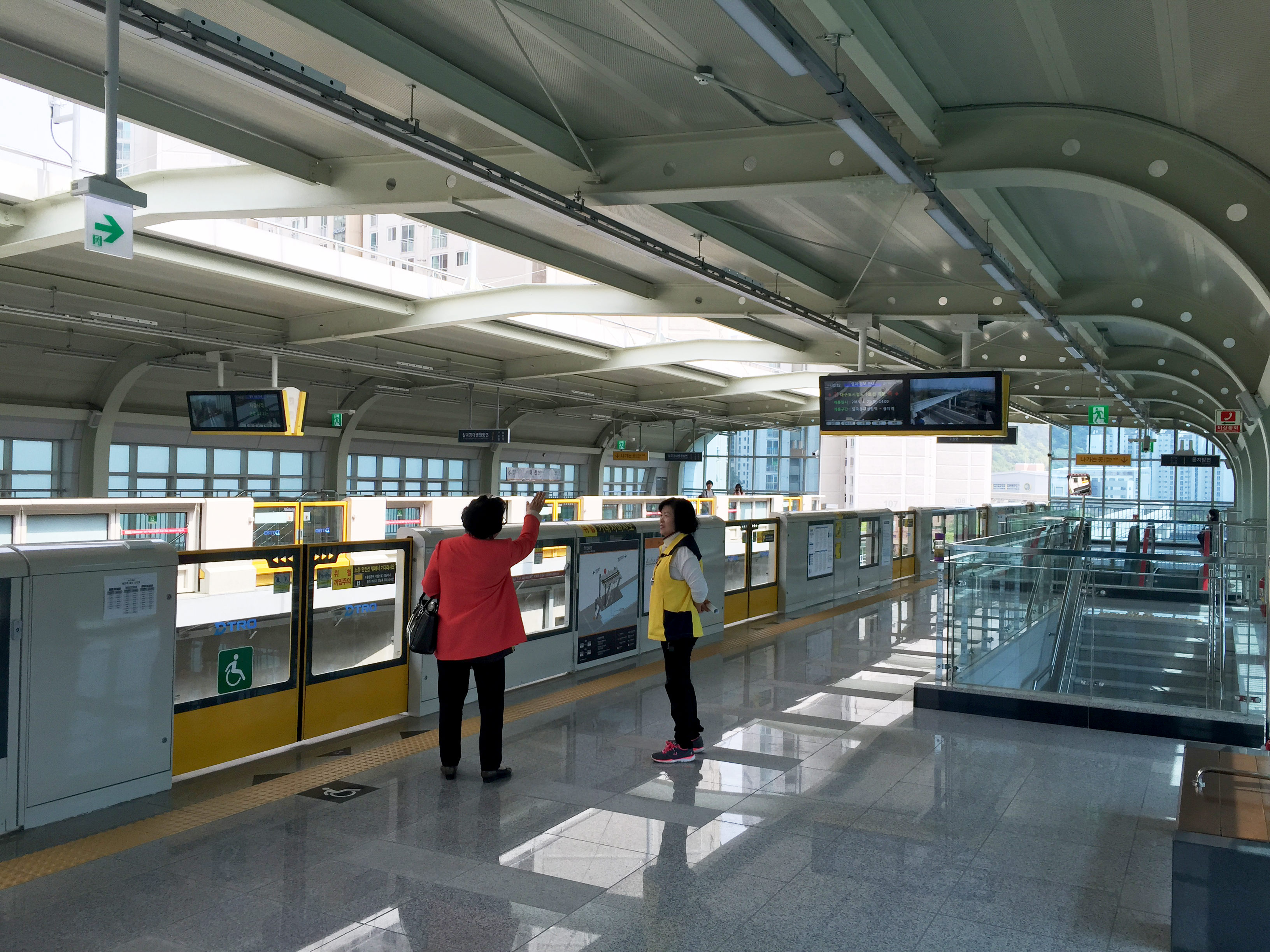
候車月台
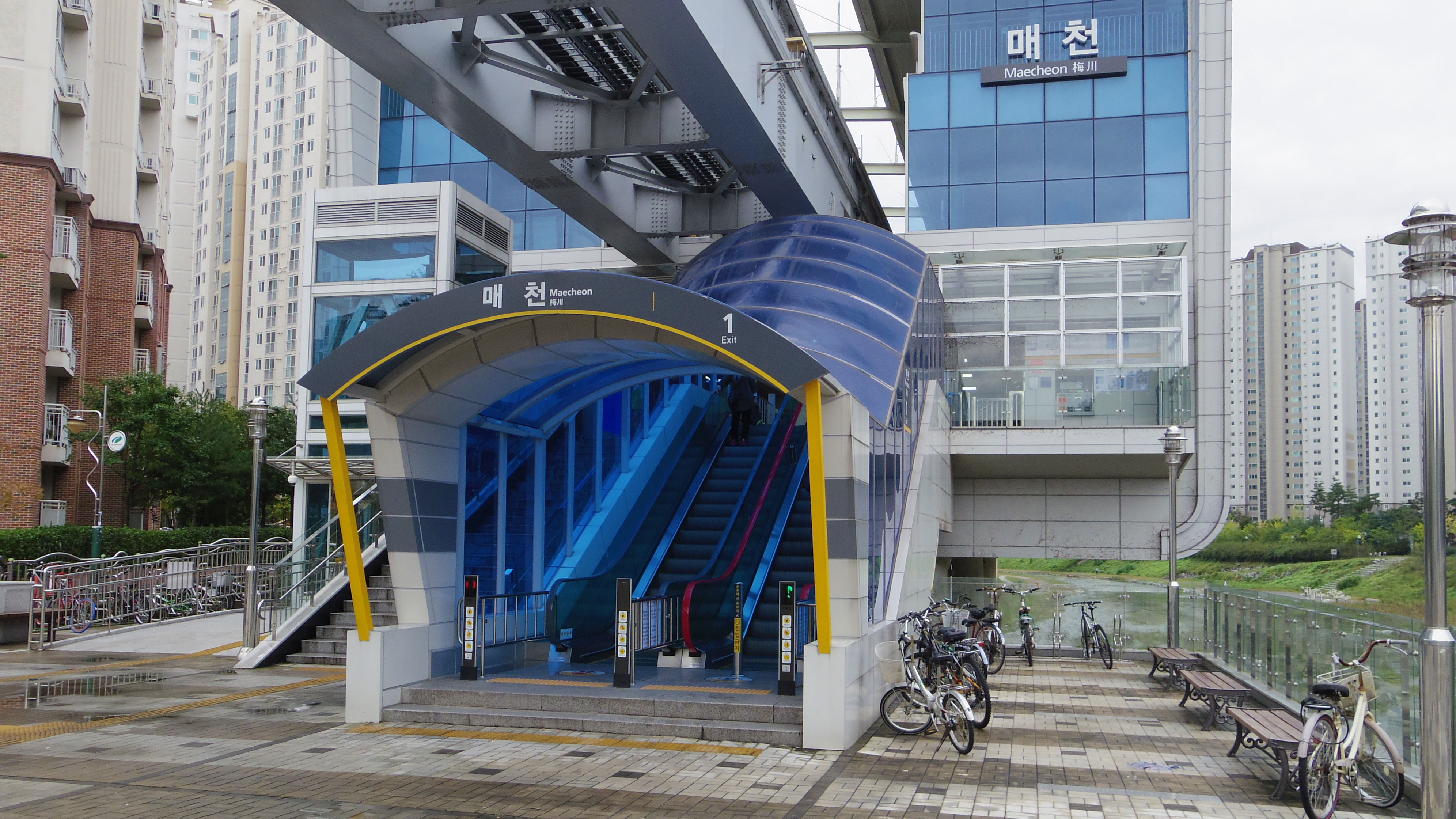
1號出口

## 相鄰車站
大邱都市鐵道公社
●大邱都市鐵道3號線
太田（318）－梅川（319）－梅川市場（320）